# NGC 7341
NGC 7341 ist eine Balken-Spiralgalaxie vom Hubble-Typ SBab im Sternbild Aquarius auf der Ekliptik. Sie ist schätzungsweise 201 Millionen Lichtjahre von der Milchstraße entfernt.
Das Objekt wurde am 20. Juli 1885 von Francis Leavenworth entdeckt.